# Diözesane Kirchenmusikschule St. Gallen
Die Diözesane Kirchenmusikschule St.Gallen («dkms») ist eine kirchliche Musikschule in St. Gallen im gleichnamigen Kanton in der Ostschweiz. Sie ist eine Einrichtung des Katholischen Konfessionsteils des Kantons St.Gallen.

## Geschichte
Die Diözesane Kirchenmusikschule St.Gallen wurde am 18. Juni 1955 auf Initiative des damaligen St. Galler Domkapellmeisters Johannes Fuchs (1903–1999) und des Lehrers Christian Willi gegründet. 1958 sicherte der Administrationsrat eine jährliche Subvention von 6'000 Schweizer Franken an die dkms zu. Ab 1959 wurde eine kirchenmusikalische Bibliothek angelegt; dadurch hat die dkms eine grosse Bedeutung als Literatur-Beratungsstelle für Kirchenmusikerinnen und Kirchenmusiker im Bistum St. Gallen. Heute umfasst die Bibliothek ca. 4'000 Werke und ist dem St. Galler Bibliotheksnetz angeschlossen.
Die dkms ist in die 1997 gegründete Musikakademie St.Gallen eingebunden und bietet in Zusammenarbeit mit der Evangelischen Kirchenmusikschule St.Gallen («ekms») seit 1998 berufsbegleitende Teilzeit-Studiengänge in Kirchenmusik. 
Seit 2008 wird an den Regionalschulen im Linthgebiet und in der Region Sarganserland-Werdenberg zusätzlich Orgel- und Gesangsunterricht angeboten. Ein weiterer Bestandteil der Diözesanen Kirchenmusikschule ist die Domsingschule St.Gallen, 2005 gegründet. Als überregionales und konfessionsübergreifendes Angebot bietet sie eine fundierte musikalisch-sängerische Grundausbildung für mehr als 100 Kinder und Jugendliche und ist damit in der Schweiz einmalig. Leiterin der Domsingschule St.Gallen ist Anita Leimgruber-Mauchle.
Die Unterrichts- und Verwaltungsräume befinden sich im Stiftsbezirk. Seit 2010 stehen weitere Unterrichtsräume im «centrum dkms» beim Gallusplatz zur Verfügung. Die Studierenden mit Hauptfach Orgel in St. Gallen werden an der Orgel im Musiksaal des Bischöflichen Ordinariats am Klosterhof, in der kath. Kirche St. Georgen und in der Schutzengelkapelle unterrichtet.

## Studiengänge
Die Diözesane Kirchenmusikschule (dkms) und Evangelische Kirchenmusikschule (ekms) St.Gallen bieten folgende Diplom-Studiengänge an:
- Katholische bzw. Evangelische Kirchenmusik (B-Diplom):
  - Hauptfach Orgel,[8] Chorleitung oder Popularmusik.[9]
- Katholische bzw. Evangelische Kirchenmusik (C-Diplom):
  - Hauptfach Orgel,[8] Chorleitung, Kantorengesang und Singleitung[10] oder Popularmusik.[9]
- Weltliche Chorleitung (Zertifikat CH I).[11]

Diese Studiengänge sind zweijährige berufsbegleitende Curricula und umfassen jeweils 16 Schulwochen pro Semester (32 Schulwochen pro Studienjahr).

## Weitere Angebote
- Einzelunterricht in den Fächern Orgel,[13] Gesang[14], Klavier und Chorleitung/Dirigieren.[15]
- Basiskurs Musiktheorie.[16]
- Weiterbildungsangebote (Kurse und Workshops: Chorleitung, Gesang, Gregorianik, Liturgisches Orgelspiel, Orgelinterpretation, Orgelimprovisation).

## Schulleitung
Schulleiter der Diözesanen Kirchenmusikschule St.Gallen ist Xoán Castiñeira.
Die Regionalschulen werden von Esther Hobi-Schwarb (Linthgebiet) und Pascal Weder (Region Sarganserland-Werdenberg) geleitet.

### Frühere Schulleiter
- Johannes Fuchs † (1955–1978, St.Galler Domkapellmeister)
- Roland Bruggmann † (1978–1998, St.Galler Domkapellmeister)
- Hans Eberhard † (1998–2015, Schulleiter und St.Galler Domkapellmeister)
- Kimberly Brockman (2005–2015 Co-Schulleiterin, 2016–2025 Schulleiterin)

## Lehrkräfte

### Aktuelle Lehrkräfte der Diözesanen Kirchenmusikschule
- Sebastian Bausch (Orgel; stellvertretender St.Galler Domorganist)
- Kimberly Brockman (Gesang, Coaching für Chorleitende)
- Xoán Castiñeira (Musiktheorie, Klavier; Schulleiter der dkms)
- Deborah Fogal (Gesang; Linthgebiet)
- Zacharie Fogal (Gesang; Linthgebiet)
- Corinne Grendelmeier Nipp (Gesang; Region Sarganserland-Werdenberg)
- Andreas Gut (Gottesdienstgestaltung und Liturgiepraxis; St.Galler Domkapellmeister)
- Hiroko Haag (Gesang, Kinder- und Jugendstimmbildung)
- Raphael Holenstein (Chorleitung, Dirigieren)
- Terhi Kaarina Lampi (Gesang, Kinder- und Jugendstimmbildung)
- Anita Leimgruber-Mauchle (Leiterin des Kinder- und Jugendchores und der Domsingschule St.Gallen)
- Paulo S. Medeiros (Gesang, Kinder- und Jugendstimmbildung)
- Christian Nipp (Gesang; Region Sarganserland-Werdenberg)
- Thomas Nipp (Orgel; Region Sarganserland-Werdenberg)
- Diana Pál (Orgel; Linthgebiet)
- Beatrice Rütsche-Ott (Gesang)
- Gabriela Schöb Freitag (Kantorengesang/Singleitung)
- Susanne Seitter (Gesang)
- Pascal Weder (Coaching für Kirchenmusikerinnen und Kirchenmusiker; Regionalschulleitung Sarganserland-Werdenberg)
- Martin Welzel (Orgel, Orgelimprovisation/Liturgisches Orgelspiel; Fachbereichsleitung Orgel)
- Michael Wersin (Musiktheorie, Liturgische Gesangspraxis, Kirchenmusikgeschichte, Partiturspiel, Liedbegleitung; Studienleiter der klassischen Studiengänge)

### Ehemalige Lehrkräfte
- Lina Maria Åkerlund (Gesang)
- Brigitta Christ (Gesang)
- Davide De Zotti (Orgel)
- Hans Eberhard † (Chorleitung, Dirigieren; Schulleiter und St.Galler Domkapellmeister)
- Marie-Louise Eberhard Huser (Orgel)
- Kornelia Ehrismann (Gesang)
- Idda Fuchs-Heuberger † (Orgel)
- Livio Gabrielli (Gesang)
- Willibald Guggenmos (Orgel; ehemaliger St.Galler Domorganist)
- Hansjürg Gutgsell (Orgel)
- Guido Helbling (Chorleitung, Musiktheorie, Stimmbildung)
- Lukas Hidber (Gottesdienstgestaltung, Liturgik)
- Siegfried Hildenbrand † (Orgel; St.Galler Domorganist)
- Martin Hobi (Chorleitung, Dirigieren)
- Debora Imholz (Gesang)
- Erich Jahn (Orgel)
- Guido Keller (Orgel)
- Herbert Keller (Orgel)
- Martin Keller (Gesang)
- Alfred Kesseli (Gesang)
- Ludwig Kohler (Orgel)
- Adelheid Krauss (Gesang)
- Katja Kristovic-Krizic (Gesang)
- Leo Löhrer (Orgel)
- Peter Mächler (Gesang)
- Rodolfo Mertens (Gesang)
- Christoph Maria Moosmann (Orgel)
- Christof Näf (Chorschule)
- Kale Lani Okazaki (Gesang)
- Franz Pfab (Orgel)
- Alex Pfiffner (Orgel)
- Karl Raas (Orgel; ehemaliger St.Galler Domorganist)
- Iso Rechsteiner (Musiktheorie)
- Josef Rüegg (Orgel)
- Guido Scherrer (Gottesdienstgestaltung und Liturgik)
- Josef Scherrer (Gregorianik)
- Walter Schönenberger † (Chorleitung, kirchenmusikalische Praxis, Stimmbildung)
- Christoph Schönfelder (Orgel, Liturgisches Orgelspiel/Orgelimprovisation; St.Galler Domorganist)
- Ernst Vogler (Orgel)
- Rolf Wäger (Orgel)
- Max Wirz (Orgel)

## Orgel

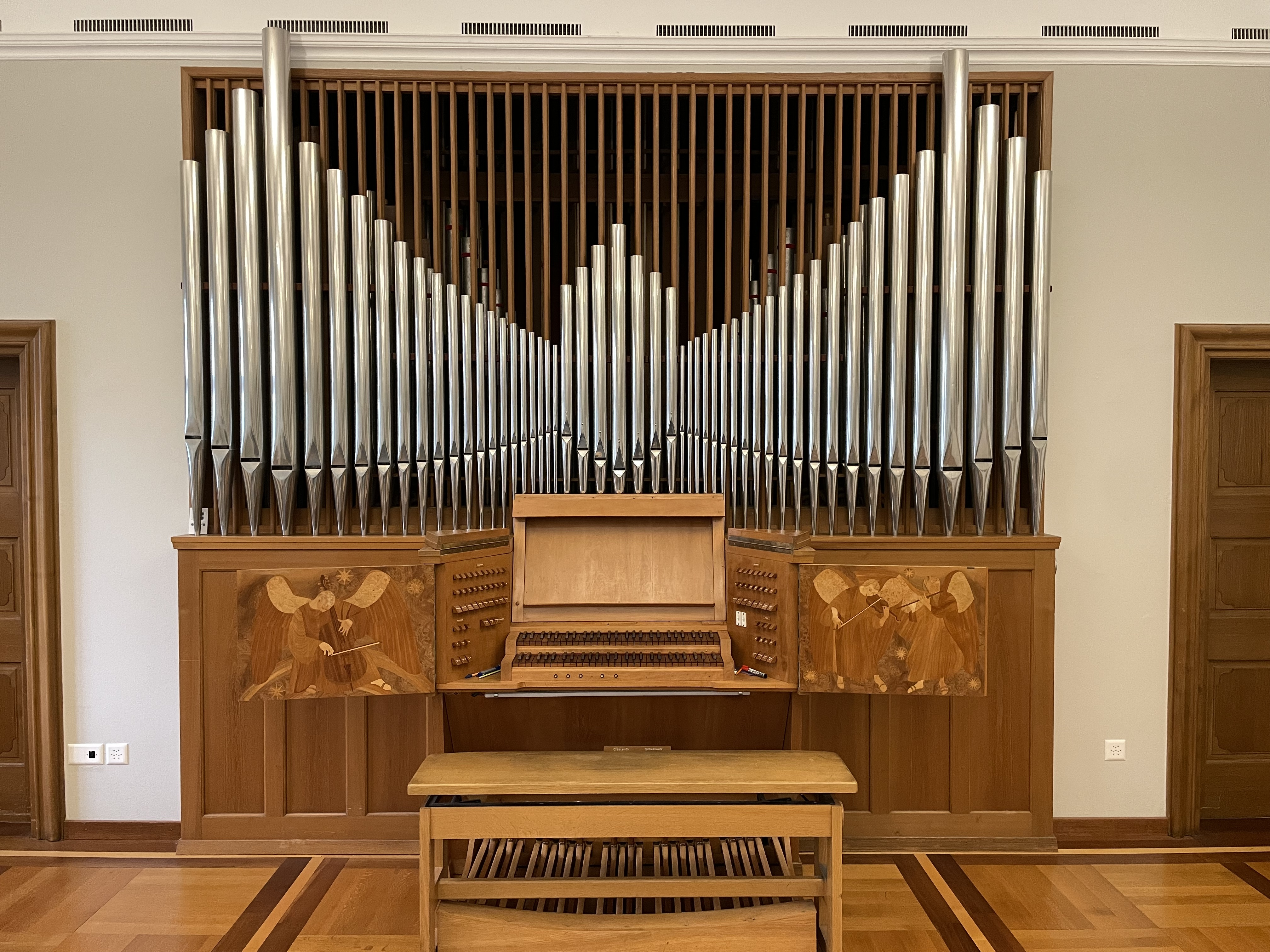
Späth-Orgel (1960) im Musiksaal

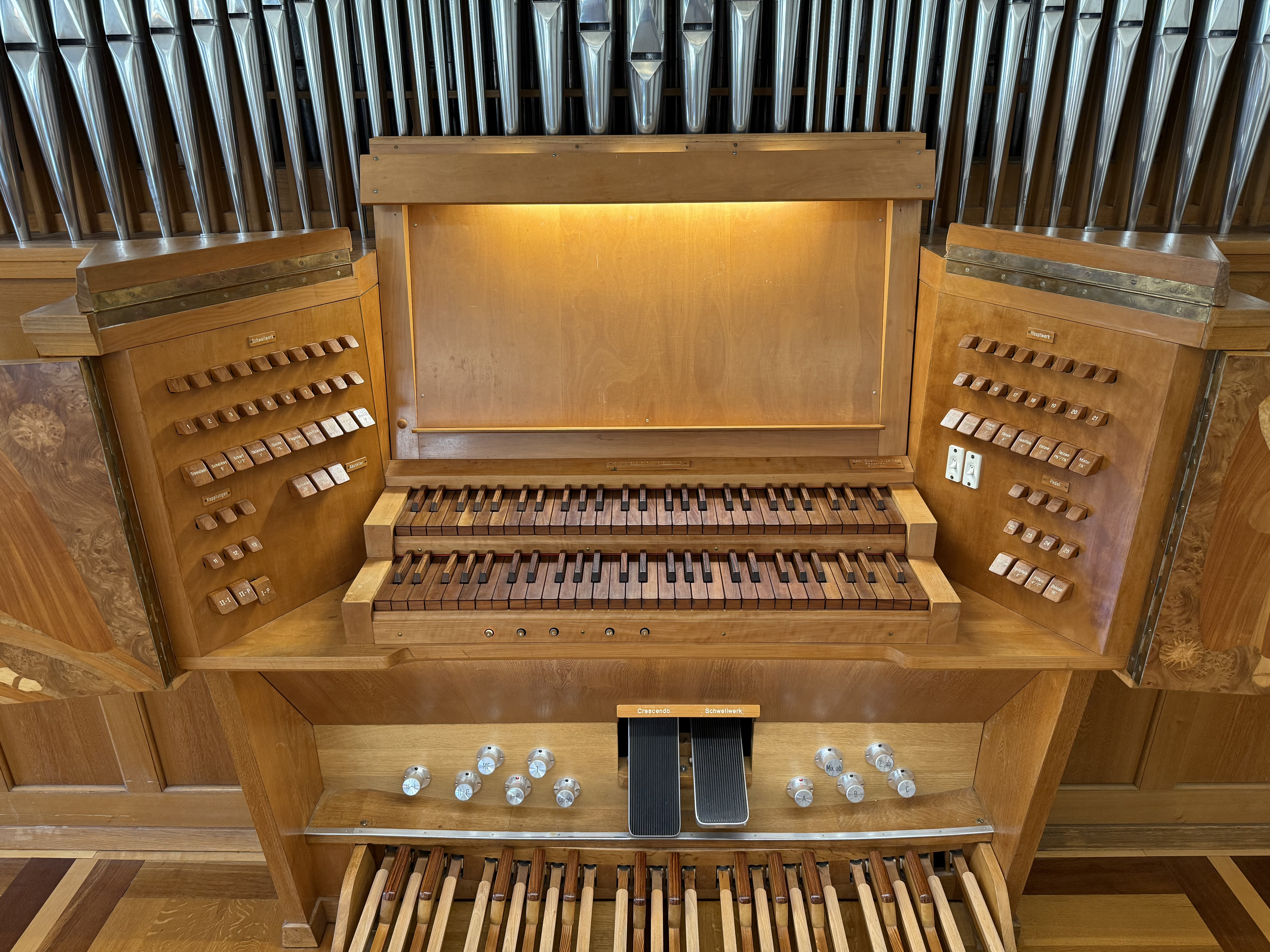
Spieltisch (2025)

Im Musiksaal des Bischöflichen Ordinariats am Klosterhof steht eine Orgel mit 21 Registern auf zwei Manualen und Pedal (Schleifladen, mechanische Spieltraktur, elektropneumatische Registerschaltung), die 1960 von Späth Orgelbau (Rapperswil) gebaut wurde. Dieses Instrument wird für den Orgelunterricht und Konzerte der dkms sowie bei Anlässen des Bischöflichen Ordinariats genutzt. 1978 und 2014 wurde die Orgel von der Erbauerfirma revidiert und ausgereinigt. Das Instrument befindet sich klanglich und technisch in einem schlechten Zustand (Stand 2025). Die Disposition:
| I Hauptwerk C–g3 |              |
| Quintatön        | 16′          |
| Praestant        | 8′           |
| Koppelflöte      | 8′           |
| Oktave           | 4′           |
| Hohlflöte        | 4′           |
| Oktave           | 2′           |
| Terzian II       | 1 3⁄5′+1 ⁄3′ |
| Mixtur           | 1 ⁄3′        |

| II Schwellwerk C–g3 |       |
| Gedackt             | 8′    |
| Harpfeife           | 8′    |
| Dolkan              | 4′    |
| Rohrflöte           | 4′    |
| Flageolet           | 2′    |
| Quinte              | 1 ⁄3′ |
| Oktävlein           | 1′    |
| Scharf              | 1⁄2′  |
| Schalmei            | 8′    |
| Tremulant           |       |

| Pedal C–f1  |        |
| Subbass     | 16′    |
| Spillpfeife | 08′    |
| Piffaro II  | 04′+2′ |
| Dulcian     | 16′    |

- Koppeln (mechanisch, als Wippen und Pistons): II/I, I/P, II/P.
- Spielhilfen: Handregister («A») und zwei freie Kombinationen («B» und «C»). Einzelabsteller Zungenregister. Druckknöpfe unter dem I. Manual: Kombinationen A, B und C, Forte, Tutti. Pistons: Kombinationen A, B und C, Crescendo ab, Absteller Zungen, Absteller Mixturen. Zwei Balanciertritte (Registercrescendo und Schwellwerk).